# کشکوییه (حاجی‌آباد)
کشکوییه (حاجی‌آباد)، روستایی از توابع بخش مرکزی شهرستان حاجی‌آباد در استان هرمزگان ایران است.
وجه تسمیه نام روستای کشکوئیه به دلیل قرارگرفتن درحاشیه کوهستان می باشد.
روستای زیبای کشکوئیه به دلیل آب وهوای معتدل کوهستانی درختان سردسیری مانند قیسی،زردآلو،پسته،بادام ودرختان گرمسیری مانندنخل،مرکبات اعم از لیمو،پرتقال درکنارهم ثمرمی دهند.کشکوئیه درجواربزرگراه بین المللی بندرعباس به سیرجان درکیلومتر۲۰۰بندرعباس وکیلومتر۴۰شمال شهرستان حاجی آبادواقع گردیده است.وبا قدمتی بیش از۱۵۰سال از روستاهای قدیمی وریشه داراست.

## جمعیت
این روستا در دهستان درآگاه قرار دارد و براساس سرشماری مرکز آمار ایران در سال ۱۳۸۵، جمعیت آن ۲۳۹ نفر (۶۶خانوار) بوده‌است.